# Куєк Мирослав Іванович
Мирослав Іванович Куєк (1 січня 1947, с. Витилівка, Кіцманський район, Чернівецька область, Українська РСР, СРСР — 18 квітня 2024, м. Кіцмань, Чернівецька область, Україна) — український журналіст, публіцист, літератор, громадсько-культурний діяч, член Національної спілки журналістів України, заслужений журналіст України, лауреат літературно-мистецької премії імені Віктора Зубара. Батько співачки Ані Лорак (Кароліни Куєк).

## Біографія
Народився 1 січня 1947 року в селі Витилівка Кіцманського району Чернівецької області (нині Кіцманська міська територіальна громада Чернівецького району) у родині селянина-середняка Івана Григоровича Куєка. Цього ж голодного 1947 року радянська влада забрала від родини до колгоспу поле, коня, усе землеробське знаряддя та приватне майно. Пережити штучний голод удалося завдяки тому, що сільські продзагонівці не надто прискіпливо обшукували батькове обійстя під час хлібозаготівельних рейдів 1946—1947 років.
Батька знали як доброго і порядного господаря тому, коли під час радянсько-німецької війни на нього з фронту до села надійшла «похоронка» засмутилася вся громада села. А наприкінці 1945 року він повернувся в рідну Витилівку з бойовою медаллю на грудях і відразу включився в справи громади. За радянської влади сім'я жила без особливих достатків. У 1962 році Мирослав Куєк після сільської восьмирічки вступив на режисерський відділ Чернівецького культурно-освітнього училища (нині училище мистецтв), яке закінчив з відзнакою у 1966 році. Працював завідувачем клубу, керівником самодіяльного театрального колективу, викладав музику і співи та малювання у школі. 1967 року Мирослав Куєк став студентом історичного факультету Чернівецького державного університету. Навчався тут на «відмінно». Проте через рік за покликом душі перевівся на факультет української філології, самотужки наздогнавши товаришів, які вивчали філологічні дисципліни з першого курсу. Одночасно включається у громадське життя студенства. Зокрема, організував і став керівником студентського театру філфаку, в якому здійснив постановку вистави за п'єсою Івана Карпенка-Карого «Безталанна». Колектив розпочав роботу над новою виставою. Але навесні 1970 року Мирослава Куєка було виключено з університету — як зазначалося в наказі ректора, «за антирадянську діяльність та націоналістичну пропаганду».
Довелося відбути два роки заслання в Північному Казахстані, працювати в геологічній експедиції, кочегарити на промисловому підприємстві.
З 1972 року (не без заступництва і допомоги порядних людей) працює у пресі. За радянського часу — постійно під наглядом і постійно в одній газеті — «Радянське життя» (нині «Вільне життя») у місті Кіцмань Чернівецької області, його матеріали охоче друкують усі обласні газети та ряд всеукраїнських видань.
Протягом 1977—1983 років навчався і закінчив філологічний факультет Чернівецького університету заочно, почавши навчання знову з першого курсу після непростого вступу на загальних підставах.
Помер 18 квітня 2024 року у віці 77 років у місті Кіцмань Чернівецької області. 

## Творчість
Як журналіст, Мирослав Куєк завжди відстоював принципи гуманізму, добра, справедливості, стояв на боці інтересів людей. Навіть у радянський час на його гострі публікації в місцевій пресі реагували різні республіканські державні інстанції, зокрема, Міністерство лісової та деревообробної промисловості УРСР, Міністерство житлово-комунального господарства і особисто тодішній міністр В. Д. Площенко, ім'я якого втрапило у фейлетон М. Куєка, опублікований в одному з номерів тодішньої головної республіканської компартійної газети «Радянська Україна» за 1987 рік.
Член Національної спілки журналістів України, Мирослав Куєк опублікував цілий ряд матеріалів на сторінках різних республіканських періодичних видань, як от газети «Сільські вісті», «Патріот Батьківщини», «Радянська Україна», «Слово Просвіти», журнали «Україна», «Журналіст України», «Жінка», «Буковинський журнал» та інші.
М.Куєк — один зі співавторів «Книги Пам'яті» жертв голодоморів 1932—1933, 1946—1947 років в Україні. Чернівецька область". (Чернівці "Земна Буковина, 2008). Стаття М. Куєка «Світло печальної зірки» вміщена в книзі спогадів про Михайла Івасюка, присвяченій 100-річчю від дня народження письменника (див: Лицар слова. вид-во «Букрек», Чернівці, 2017, ст.163-167.) Крім журналістської діяльності, М.Куєк є автором передмов до ряду книжок як от: «Барвисток» (Чернівці, 1994), «Від серця до серця», (Чернівці, 1999), «В любові і журбі» (Чернівці, 1977), «Іполита Смирнова. Поезії» (Чернівці, 2002 р.), «Майстер чарівної голки» (Чернівці, 2005 р. Віктор Зубар «До батька Тараса» (Чернівці «Прут», Юрій Власійчук «У Яреми-мудра голова» (Чернівці,1993);
Статтю М. І. Куєка «Лист з Буковини» надруковано у книзі відомої української поетеси з Америки Д. Рихтицької (Дарія Мельникович-Рихтицька, «Кольори вітру» Детройт, 1998). М. І. Куєк є редактором багатьох книжок. Це, зокрема, «Літературно-мистецька Кіцманщина» (Чернівці, 1998), «Чи знаєте ви свій рідний край» (Чернівці, 1997), «Історія Малятинців» (Чернівці, 2001), «Дивосвіт» (вид-во «Прут-Принт», Снятин, 2001). «Наш край» (Чернівці, 2001), «Чому ми так називаємося?» (Чернівці, 2003), «Зеленівський музей природи рідного краю. Путівник» (Чернівці, 2003), «Кіцмань. Путівник» (Чернівці, 2001), «Літературно-мистецька Кіцманщина» (Чернівці, 2003), Орест Клайник «Дорога любові» (Чернівці, «Місто» 2006).
Мирослав Куєк є цікавим поетом. Його твори друкувались у збірниках та альманахах «Молодий день» (Ужгород, 1979), «Райдуга» (К., 1987), «Забрость» (К., 1994), «Барвисток» (Чернівці, 1994) інших виданнях. На слова М. І. Куєка композиторами створено ряд пісень. У 1997 році у видавництві «Прут» вийшла окрема збірка віршів М. Куєка «Священний дар любові», яка стала предметом дослідження професора Чернівецького національного університету імені Юрія Федьковича Г. Кожелянка.
Твори М. І. Куєка включені до книги «Письменники Буковини-дітям» (Чернівці, 2001). Деякі його вірші перекладені італійською мовою й удостоєні Диплома міжнародного конкурсу «Cultura per la pace» («Культура за мир», що проходив у Мілані, та надруковані у книзі «Sentemento poetico» (Мілан 1997), що сприяло поширенню відомостей про Україну у світі. Окремі вірші перекладені й російською мовою (див. Валерій Лавренов. Вибрані переклади. Закордонна поезія і українських перекладах. Украинская и зарубежная поэзия в русских переводах. Чернівці, Книги — ХХІ.2010. — С. 188—189).

## Нагороди
М. І. Куєк відзначений нагрудним знаком ВЦ РПС (1976 р.), Почесними грамотами республіканського правління Національної спілки журналістів України (1996, 2005, 2007) Державною стипендією «Видатним діячам інформаційної галузі» (2003р), багатьма грамотами та дипломами Всеукраїнської журналістської організації. У 2007 році М. Куєку присвоєно звання «Заслужений журналіст України». За громадську роботу національно-демократичного спрямування М.Куєка відзначено пам'ятними медалями «70-річчя Української Повстанської Армії», «100 років від дня народження Провідника Організації Українських Націоналістів Степана Бандери», «Україна. За особливі заслуги». У 2018 році нагороджений медаллю Всеукраїнської спілки ветеранів та працівників силових структур «Звитяги» — «За вірність традиціям» II ступеня.

## Відгуки та рецензії
У періодичних виданнях на творчість Мирослава Куєка опубліковано ряд відгуків та рецензій:
- Людмила Олексюк Моє тривожне серце б'ється // Вільне життя. — 1967. — 9 січня.
- Ярослав Кузик В поезії і друзях… // Вільне життя. — 1997. — 20 листопада.
- Серце, як окраєць хліба // Час. — 1998. — 16 січня.
- Василь Мороз Вслухаючись у серцебиття доби // Вільне життя. — 1998. — 27 червня.
- В букет Ані Лорак // Буковинське віче — 1997. — 27 вересня.
- Кожолянко Г. К., Кожолянко О. Г. Етнологічні мотиви в поетичній творчості поета — буковинця Мирослава Куєка.
- В кн. «Буковина-мій рідний край» матеріалами історико-краєзнавчої конференції молодих дослідників, студентів та науковців Чернівецького державного університету.[2] 17 травня 1998р, Чернівці, 2000, ст. 89-90.